# Свіччине весілля (п'єса)
«Свіччине весілля» — драматична поема Івана Кочерги на п'ять дій. Написана 1930 року (перша назва — «Пісня про свічку»). Образ світла втілений у п'єсі від початку до самого кінця — від головного драматичного конфлікту (боротьба ремісників з київським воєводою щодо права на запалення світла) до самого прізвища головного героя (Іван Свічка).
«Ось про яку свічку розповідає моя пісня — про тиху свічку любові й муки, що згасла в нерівній боротьбі однієї людини та що переможно запалена вже навічно — волею і силою багатьох».

## Особливості написання п'єси
Дія драми відбувається у Києві 1506 року. На той час цехове життя міста розквітало після запровадження в Києві Магдебурзького права. Проте все міське життя було зосереджене на Подолі, що звався тоді Подольє або Нижній город, адже місто ледве почало оживати після «жахливого руйнування, якого зазнав [Київ] в 1492 році від кримського хана Менглі-Гірея» .
Щодо цього автор драми Іван Кочерга писав: «Коли я дивлюсь на старий Подол і переводжу погляд на відроги київських гір, на Андріївську церкву і зелені яри, — я не згадую ні Ярослава, ні Андрія Боголюбського, на Менглі-Гірея. Я не згадую ні Мазепу, що будував тут палаци і собори, ні Петра Могилу, що насадив розкішний „вертоград“ схоластичної „мудрості“ і благочестія, розплодивши разом з тим незчисленні зграї чорних монахів.
Ні, — це не хвилює і не вабить… Це все не те. Я знаю, що було щось інше — таке знайоме і рідне, що так до болю хочеться викликати з голубого серпанку віків. Адже там, в кривих і вузьких вуличках „Подолья“, кипіло 450 років тому таке зрозуміле й близьке нам — міське робітниче життя».
Темою для драми «Свіччине весілля» послужив мотив «заборони світла», на який автор натрапив у грамотах литовських князів, які в той час володіли Києвом (1494 і 1506 р.). Там і була коротка звістка про заборону засвічувати світло в домах. Ця заборона тривала, за роздумами І. Кочерги, не менш ніж 15 років. У грамоті 1494 року ця заборона згадується як факт, що вже тривав. У грамоті ж 1506 року її нарешті скасовує новий король Сигізмунд, і посилається в ній на скарги киян. Проте і в грамоті 1494 року теж згадуються скарги селян, але на відміну заборони запалювати свічки це не вплинуло.
Сам Іван Кочерга пише: «Коли я випадково натрапив на мотив „заборони світла“, мотив, що послужив темою для цієї драми, мене захопила в ньому можливість змалювати барвисту картину суто міського життя і соціальної боротьби в стародавньому місті, а на цьому мальовничому тлі створити узагальнений образ боротьби України за свою волю і самобутню культуру».

## Звичай «женити свічку» та народні мотиви у п'єсі
З мотивом «заборони світла» Іван Кочерга зв'язав звичай «женити свічку». Сумцов Н. Ф. пише, що звичай «женити свічку» побутував не лише в Києві, а й в інших місцях України, Росії і навіть Західної Європи; був приурочений не лише до дня Симеона Столпника, а й до інших свят (купальні ігри, весілля).
Цей звичай походить з язичництва, коли люди віддавали почесті дереву і вогню. Пізніше він дещо змінився, і з XV до ХХ ст. його справляли таким способом: першого вересня ремісники після роботи збиралися разом, запалювали «яру свічку» і веселилися.
Щоб віднайти коріння цього обряду, автор вдається до творчого домислу і ставить у центрі поеми постать Івана Свічки, який очолює боротьбу київських ремісників за світло. Інсценізує старовинний весільний ритуал: весілля Івана і Меланки змальовано на тлі боротьби київських цехів за свої права.
У п'єсі згадано безліч народних ігор, хороводів, веснянок. Автор вдало звертається також до фольклору, щоб краще втілити свій задум. У своїй праці Н. М. Андріанова наголошує на тому, що у п'єсі ми часто натрапляємо на прикладки, які є характерними для української народної творчості («свічка-красуня», «дівчата-чепурушки»). Постійні епітети в тексті не лише вказують на зв'язок із фольклором, а й дають певний емоційно-оціночний підтекст («солодкий поцілунок», «варварський і темний люд»). Також у п'єсі можна зустріти безліч прикладів народної творчості у вигляді приказок, прислів'їв, фразеологізмів («зав'яз, як пес в тину», «коли не крутить в носі, то й не чхай!», «куди не ткнися — скрізь одна рахуба: там кожум'яки голову гризуть, тут воєвода гріє чуба — і тут і там виходить тісний кут»).

## Дійові особи
Воєвода Київський
Гільда, його дружина.
Князь Ольшанський, каштелян.
Іван Свічка, зброяр.
Меланка, дівчина.
Шавула, війт Київський.
Козеліус, писар.
Передерій, сліпий золотар.
Чіп, кожум'яка.
Коляндра, кравець.
Капуста, цехмейстер.
Тетяна, бублейниця.
Пріся, дівчина.
Кмітич, зем'янин звенигородський.
Кезгайло, лицар, комендант замку.
Рузя, його дружина.
Пирхайло, лицар литовський.
Флоріан, джура.
Козека, осмник 2.
Януліс, ловчий воєводин.
Ульріка, служниця.
Купець перекопський.
Купець вірменський.
Симеон
Фока
Балабуха, кушнір.
Шпак, бондар.
Мелешко, коваль.
3 східні невольниці
Городянин з ліхтарем.
Дівчинка Передерієва. 
Цехові, міщани, городяни, дівчата, жовніри, осмники, литовські лицарі. 

## Сюжет

### Дія перша
Дія відбувається в Києві 1506 року — в Копиревому Кінці, біля Кожум'яцької брами, що веде до замкової дороги на Подольє. Дівчата співають і ходять кружка, до них підходить кравець Коляндра і вони всі разом вирішують завести «Пісню про свічку». Під час цього дійства з'являється міський писар Козеліус, який нагадує про заборону «світити свічку» і співати пісень про неї. В обмін на те, щоб не записувати їхні імена «у книжку», Козеліус просить Меланку (одну із дівчат) поцілувати його. Дівчина відмовляє.
З Кожум'яцької брами виходять цеховики, які з обуренням обговорюють засідання магістрату — з цехівників вимагають багато праці, а навіть світло не можна засвітити.
З полювання повертається Воєвода з князем Ольшанським та ще кількома лицарями. Він бачить на Подольї свою дружину, яка вирішила «провідати земляків» простих робітників. Воєводі це не подобається. Похід рушає до замку. В цей час Ольшанський помічає красиву дівчину — Меланку, і просить Козеліуса його з нею познайомити.
З'являється Іван Свічка, підходить до своєї коханої Меланки. Цехівники розмовляють з ним про заборону світла, згадують, що князь прислав грамоту Воєводі, яка дозволяє «палити світло». Всі разом вони вирішують добитися відібраних у них прав.
Меланка розмовляє зі Свічкою, щоб не рвався, «як метелик на огонь». Свічка відповідає, що повинна бути справедливість. Вони прощаються.
Зустріч Меланки і Ольшанського, під час якої дівчина йому відмовляє. Князь обіцяє, що пригадає їй це.
Тієї ж ночі помирає хвора мати Меланки, і дівчина запалює світло в домі. Приходять вартові і забирають дівчину в замок. Свічка, а за ним всі цеховики, біжить рятувати Меланку.

### Дія друга
Дія відбувається у замку. Воєвода питає, чи знайшли майстра, який полагодить на вежі годинники. Ловчий Януліус відповідає, що таким майстром є Свічка. Потім у залу входить купець, що несе князю й усім присутнім подарунки.  
Ввечері відбувається бенкет. Всі танцюють, лише дружина Воєводи Гільда є засмученою, бо не може примиритися із тим, як мучиться простий народу Києві. Воєвода злиться на неї і вирішує посадити її на рік до кляштора. Після цього він просить Козеліуса написати листа до князя щодо цехівників «з приводу отих безглуздих домагань та привілеїв». Козеліус залишається на ніч у залі, випиває, і засинає над столом і над листом. В цей час Гільда допомагає Свічці вкрасти грамоти князя, які дозволять людям світити свічки.

### Дія третя
Весілля Івана Свічки і Меланки, на якому проводять обряд «женити свічку». Меланка відчуває загрозу, яка над ними нависла. В зал вривається озброєний загін драбів. Свічка каже, що у них є дозвіл на запалення світла, показує грамоти — і його схоплюють як татя (державного злочинця).

### Дія четверта
До замку воєводи приходить купець, який пропонує трьох дівчат, щоб йому віддали його крам. Воєвода погоджується. Далі приводять Свічку, який ще раз відмовляється віддати грамоти. Приходить Козеліус і пропонує сам охороняти Свічку та перевезти його у в'язницю, що в Порубі. У цей час приходять обіцяні три дівчини, але через кілька хвилин їх стає чотири. Ця четверта — Меланка, яка просить Воєводу запалити її свічку, яку загасили на весіллі. Воєвода пропонує їй умову: якщо вона донесе запаленою свою свічку до Івана Свічки (а надворі страшенна буря), то він його не вб'є, а одразу відпустить. Він дає дівчині пустий ліхтар і наказ. Меланка йде.

### Дія п'ята
Дія відбувається на Подолі. Міщани й ремісники збираються, щоб врятувати Свічку і Меланку. В цей час бачимо Меланку, яка майже доходить до в'язниці, побита, але свічка горить. Її зустрічає Ольшанський і пропонує «піти з ним», щоб Іван Свічка залишився живий. Меланка, не маючи виходу, йде. Раптом — шум тривоги. Цехівники з криками «За Свіччине весілля» вибігають з усіх боків. Палає замок Ольшанського. Вибігає Свічка, питає Ольшанського, де Меланка. Той відповідає, що зачинив її в своєму замку. Цехівники виносять дівчину, вона помирає. Свічка бере з її рук свічку, запалює її від смолоскипа і йде підіймати повстання. 

## Образ Івана Свічки
Іван Свічка — центральний образ п'єси. Він є ватажком ремісників, який найважливішою цінністю в житті вважає справедливість. Проте він не є прихильником кровопролиття, тому під час свого весілля, коли вороги вриваються на святкування, намагається залагодити все за допомогою розмови, а не бійки. Але він є єдиним, хто прагне мирного розв'язання конфлікту. Після провалу мирних акцій, він все-таки закликає цехівників до збройної боротьби, адже можливість вирішення проблеми за допомогою конструктивної розмови було відкинуто.
В образі Івана Свічки викликає симпатію не лише його сміливість, бажання досягти справедливості, а й те, що він є благородною людиною, яка ставиться до інших з пошаною. Він завжди турбується про Меланку, намагається її захистити, а після смерті дівчини готовий запалити вогонь її свічки по всьому Подолу, щоб її смерть не була марною. В цьому також проявляється і те, що Іван Свічка ставить громадські інтереси вище власних, ігноруючи навіть смерть. Він вірить у те, що народ зможе подолати «руку» гнобителя і стане вільним.

## Образ Меланки
Меланка постає перед читачем ніжною, щирою і водночас сміливою дівчиною. Ще на початку п'єси вона заступається за дівчат перед Козеліусом, який вимагає відкупитися поцілунком від запису щодо їхньої гри у першій дії. Таким же проявом сміливості є її відмова князю Ольшанському: «Пусти!
Яка ганьба! Хіба князівський звичай
Хапать дівчат опівночі? Пусти, Мені за тебе соромно».
Кохання Меланки до Івана Свічки є світлим і неосяжним. Хоча вона не поділяє бунтарських думок коханого, але заради його спасення вона готова на все: без роздумів виконує жорстокий присуд воєводи, щоб лише врятувати Івана.
Образ Меланки у передмові до твору автор пояснював так: «Цей образ є поетичним символом України», яка «з тьми віків та через стільки бур» пронесла незгаслим живий вогник своєї волі й культури, вогник, що розгорівся потім таким чудесним полум'ям від огнів Жовтневої революції"